# Кота-Бару
Кота-Бару (малай. Kota Bharu; кит.: 哥打巴鲁) — місто в Малайзії, столиця штату Келантан. Назву міста можна перекласти з малайської як «нове місто» або «новий замок (форт)».

## Географія
Розташоване у північно-східній частині півострова Малакка, поблизу місця впадіння річки Келантан в Південнокитайське море, недалеко від кордону з Таїландом.

### Клімат
Місто знаходиться у зоні, котра характеризується вологим тропічним кліматом. Найтепліший місяць — квітень із середньою температурою 27,8 °C (82 °F). Найхолодніший місяць — січень, із середньою температурою 25,6 °C (78 °F).
| Клімат Кота-Бару        | Клімат Кота-Бару | Клімат Кота-Бару | Клімат Кота-Бару | Клімат Кота-Бару | Клімат Кота-Бару | Клімат Кота-Бару | Клімат Кота-Бару | Клімат Кота-Бару | Клімат Кота-Бару | Клімат Кота-Бару | Клімат Кота-Бару | Клімат Кота-Бару | Клімат Кота-Бару |
| Показник                | Січ.             | Лют.             | Бер.             | Квіт.            | Трав.            | Черв.            | Лип.             | Серп.            | Вер.             | Жовт.            | Лист.            | Груд.            | Рік              |
| Абсолютний максимум, °C | 32               | 32               | 33               | 34               | 35               | 33               | 33               | 35               | 33               | 33               | 32               | 31               | 35               |
| Середній максимум, °C   | 28               | 29               | 30               | 32               | 32               | 32               | 31               | 31               | 31               | 30               | 28               | 28               | 30               |
| Середня температура, °C | 25               | 25               | 26               | 27               | 27               | 27               | 27               | 27               | 27               | 26               | 25               | 25               | 26               |
| Середній мінімум, °C    | 22               | 22               | 23               | 23               | 23               | 23               | 23               | 23               | 23               | 23               | 23               | 22               | 23               |
| Абсолютний мінімум, °C  | 18               | 19               | 20               | 21               | 22               | 21               | 21               | 21               | 21               | 21               | 20               | 20               | 18               |
| Норма опадів, мм        | 120              | 80               | 90               | 100              | 90               | 140              | 130              | 210              | 180              | 280              | 570              | 650              | 2700             |
| Днів з дощем            | 6                | 5                | 5                | 5                | 5                | 10               | 10               | 12               | 10               | 13               | 18               | 20               | 119              |
| Вологість повітря, %    | 82               | 82               | 81               | 81               | 81               | 82               | 82               | 83               | 83               | 86               | 88               | 86               | 83               |
| ----------------------- | ---------------- | ---------------- | ---------------- | ---------------- | ---------------- | ---------------- | ---------------- | ---------------- | ---------------- | ---------------- | ---------------- | ---------------- | ---------------- |
| Джерело: Weatherbase    |                  |                  |                  |                  |                  |                  |                  |                  |                  |                  |                  |                  |                  |

## Населення
Населення міста за даними на 2009 рік склало близько 577 000 осіб, що робить Кота-Бару десятим за величиною містом країни. Близько 70 % населення міста — мусульмани.

## Туризм
Кота-Бару цікавий безліччю мечетей, різними музеями, унікальною архітектурою старого королівського палацу і колишніми королівськими будівлями в центрі міста.

## Міста-побратими
- Касаока, префектура Окаяма, Японія
- Пеканбару, провінція Ріау, Індонезія

## Галерея

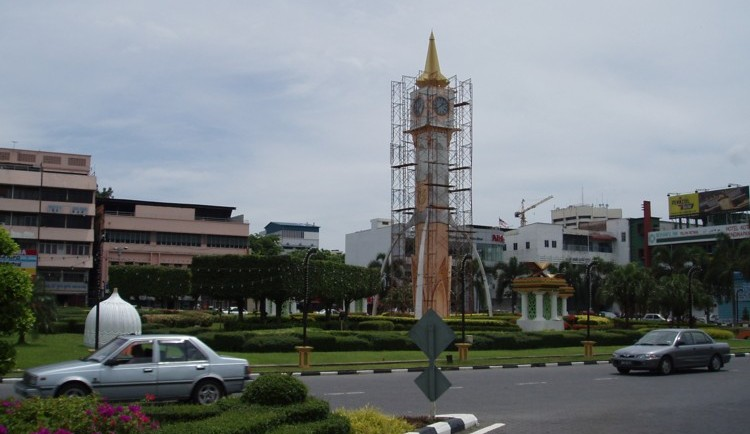
Вежа з годинником в Кота-Бару
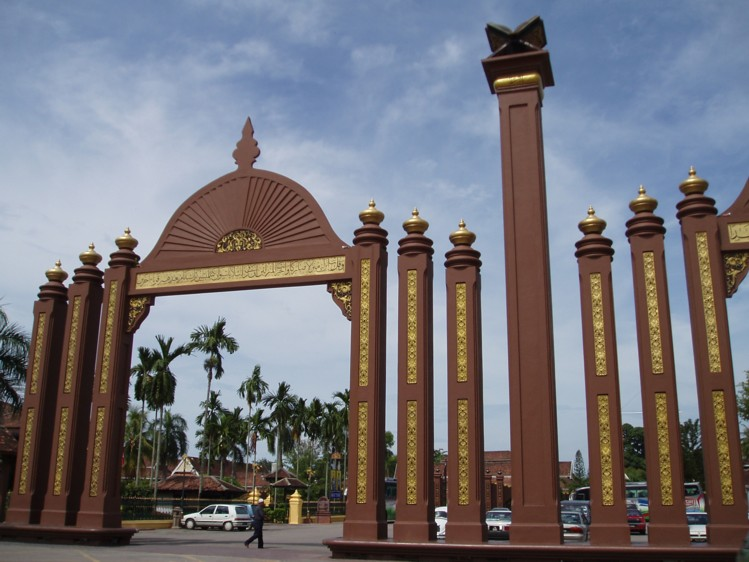
Арка султана Ісмаїла Петра
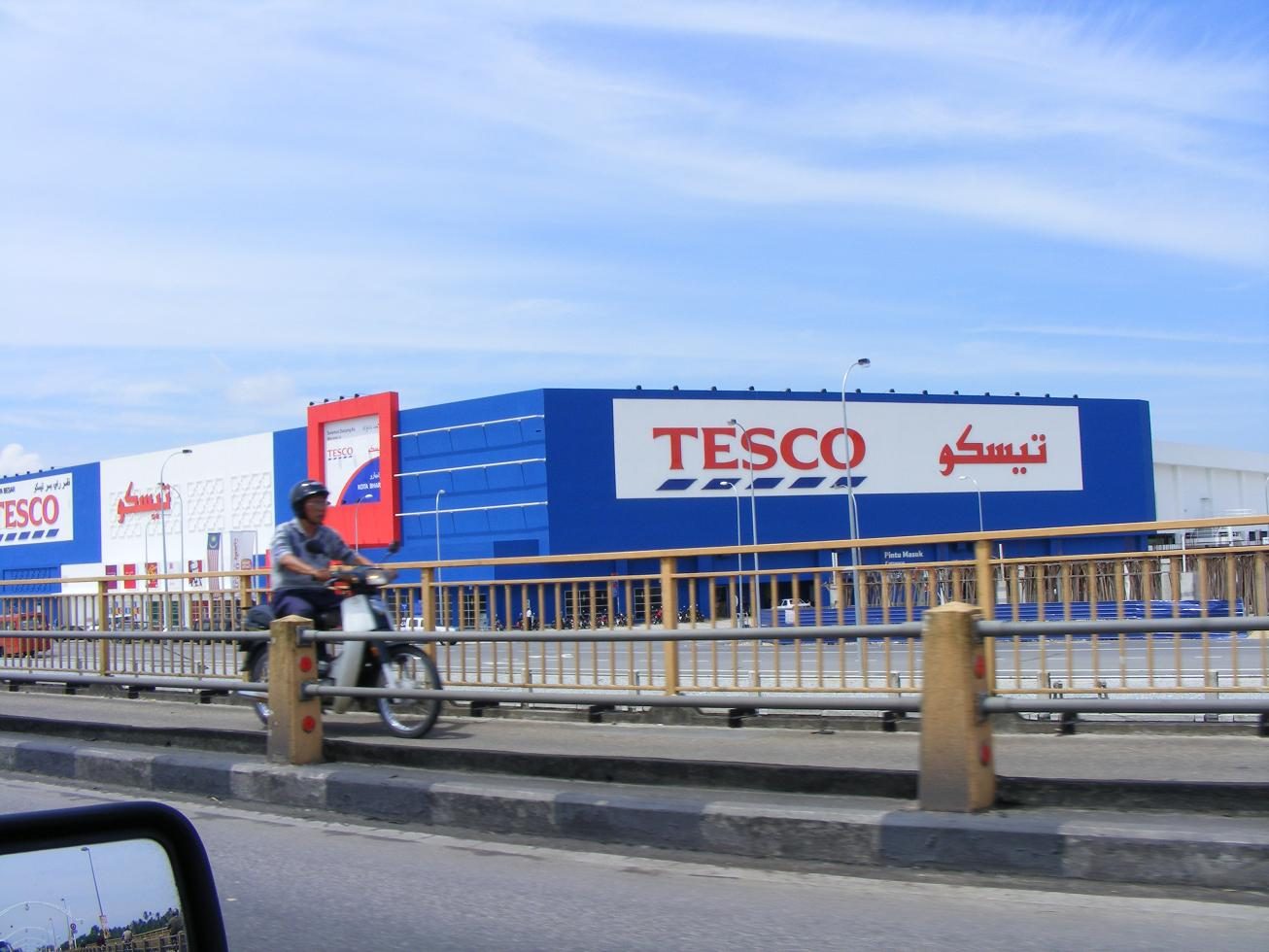
Продуктовий магазин Tesco
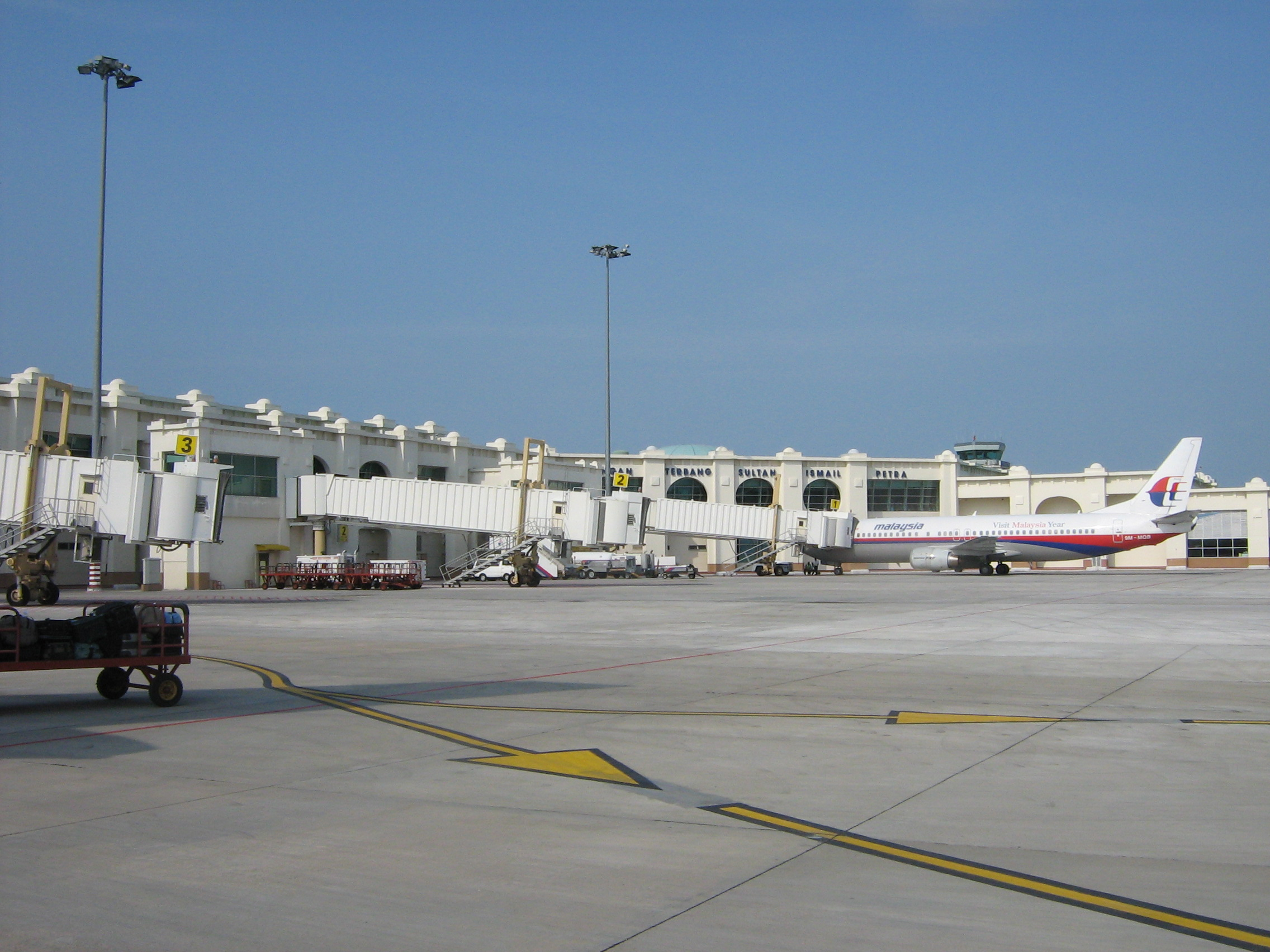
Аеропорт султана Ісмаїла Петра
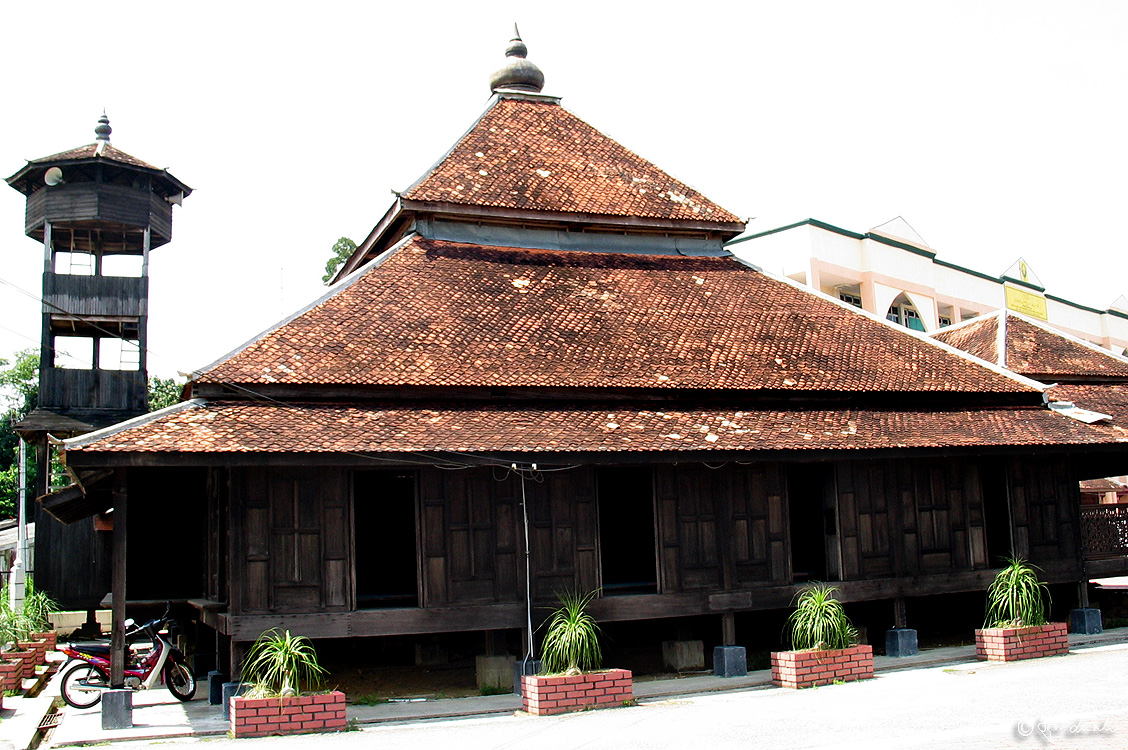
Мечеть Кампунґ-Лаут
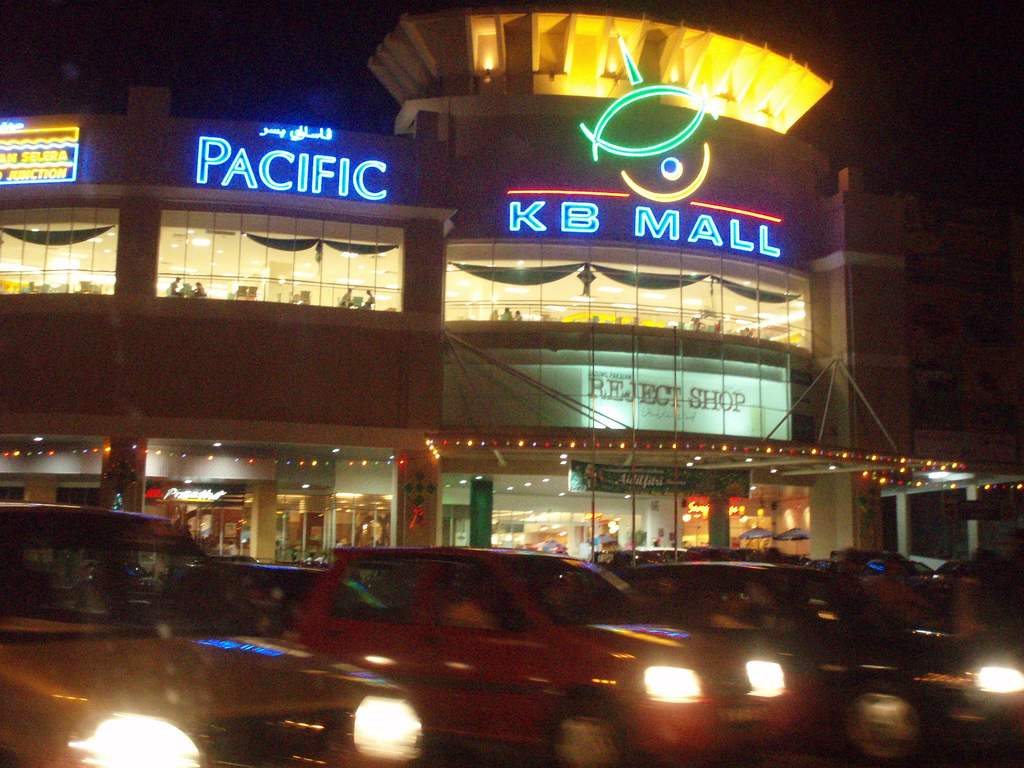
Торговий центр KB
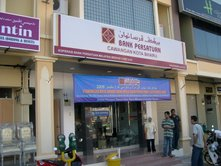
Банк Persatuan в Кота-Бару
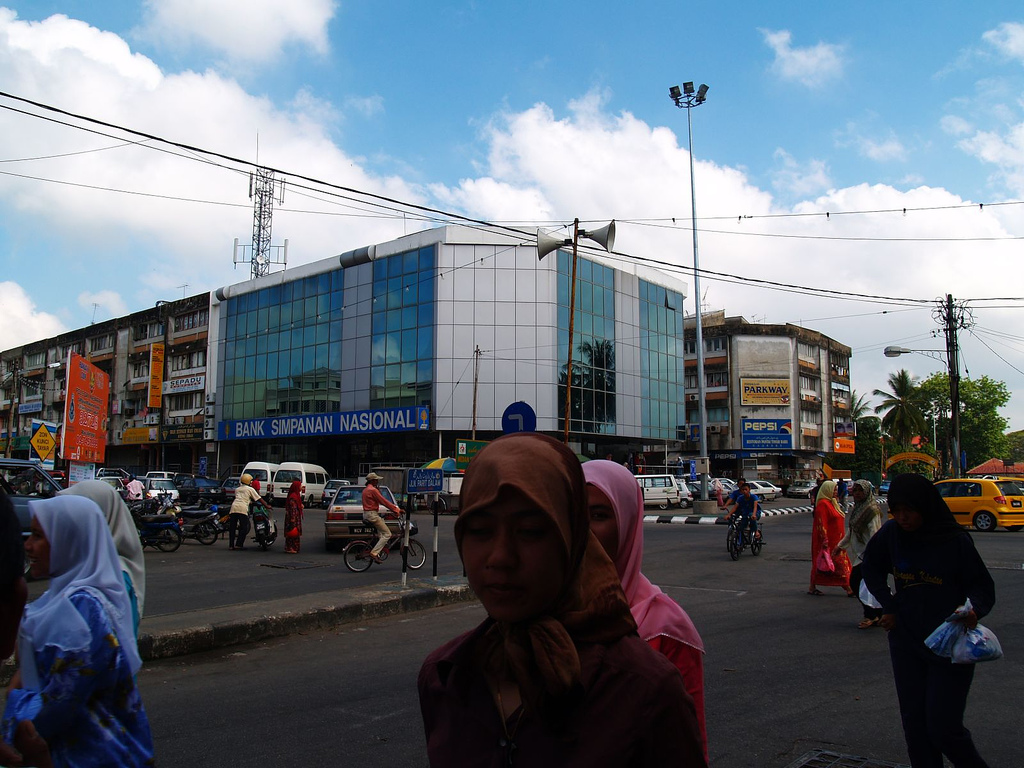
Джалан Паріт Далам
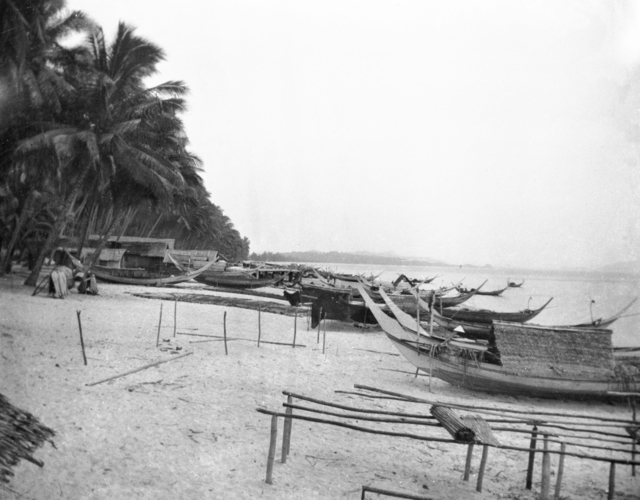
Пляж